# Fasham
Fasham (farsi فشم) è una città dello shahrestān di Shemiranat, circoscrizione di Rudbar Qasran, nella provincia di Teheran in Iran. Aveva, nel 2006, una popolazione di 6.895 abitanti. Si trova a nord di Teheran sui monti Alborz.